# I. e. 490-es évek
Évszázadok: i. e. 6. század – i. e. 5. század – i. e. 4. század
Évtizedek: i. e. 540-es évek – i. e. 530-as évek – i. e. 520-as évek – i. e. 510-es évek – i. e. 500-as évek – i. e. 490-es évek – i. e. 480-as évek – i. e. 470-es évek – i. e. 460-as évek – i. e. 450-es évek – i. e. 440-es évek
Évek: i. e. 499 – i. e. 498 – i. e. 497 – i. e. 496 – i. e. 495 – i. e. 494 – i. e. 493 – i. e. 492 – i. e. 491 – i. e. 490